# Gran Premio Muñecas de Famosa
Das Straßenradrennen Gran Premio Muñecas de Famosa war ein spanischer Radsportwettbewerb, der als Etappenrennen veranstaltet wurde.

## Geschichte
1966 wurde das Rennen als Etappenrennen für Berufsfahrer begründet und bis 1971 veranstaltet. Es wurde rund um die Stadt Onil bei Alicante ausgefahren. Sponsor war die Spielwarenfabrik Famosa.

## Palmarès
- 1966  Jaime Alomar
- 1967  Ramón Mendiburu
- 1968  Eduardo Castelló
- 1969  Antonio Gómez del Moral
- 1970  Agustín Tamames
- 1971  Mat Gerrits